# Биопочистване
Биопочистване означава използването на техники и продукти за почистване, които са с екологично чисти съставки и са създадени с цел опазване човешкото здраве и качеството на околната среда. 
При биопочистването се избягва употребата на токсични химикали, които излъчват летливи органични съединения, поради факта че те могат понякога да причинят респираторни, дерматологични и други проблеми.
Една от характеристиките на продуктите за биопочистване е, че начина на производство не замърсява околната среда. Освен това се следи при опаковането да се използват биоразградими материали и начина на дистрибуция да е възможно по-устойчив екологично. 

## Биопрепарати за почистване
На пазара се предлагат биопрепарати за почистване в различни разфасофки – за санитарен фаянс, подове, прозорци, домакински съдове. Основните действащи вещества варират от оцетна и лимонена киселина до алкил полиглюкозиди. Понякога има разлика в начина на употреба в сравнение с навлезлите вече продукти. Някои от фирмите производители имат сертификат за качество ИСО 14001  или Сертисис. 

## Алкил поликлюкозиди
Типичен пример за биопочистващ агент са алкил поликлюкозидите – клас повърхностни активни вещества, широко използвани в разнообразни домакински и промишлени изделия. Те се извличат от захар, обикновено производни на глюкозата.
Използват се за да подпомогнат образуването на пяна в препарати за миене на съдове и деликатни тъкани. Освен заради пянообразуващите им свойства те са ценени защото лесно се разграждат в природата. Обикновено за суровини за производството им се използват нишесте и мазнини.